# Somerset, Indiana
Somerset är en ort i Wabash County i delstaten Indiana, USA.